# 张云霞
张云霞（1926年7月—2004年4月18日），原名陶涤民，祖籍杭州，生于上海，著名越剧演员，中国国家一级演员。

## 生平
1926年，出生于上海。
1946年，参加雪声剧团。
1950年10月，参加芳华越剧团，为剧团主要演员。
2004年4月18日,逝世于上海。

## 艺术成就
张云霞专长花旦，兼擅青衣、刀马旦，师承袁雪芬而别具特色，有“张派”之称。代表作为《貂蝉》、《春草》、《李翠英》等。弟子有何赛飞等。